# Dryodromya testacea
Dryodromya testacea är en tvåvingeart som först beskrevs av Camillo Rondani 1856.  Dryodromya testacea ingår i släktet Dryodromya och familjen dansflugor. Inga underarter finns listade i Catalogue of Life.